# Zichyfalva
Zichyfalva (szerbül Пландиште / Plandište, németül Zichydorf) falu és község Szerbiában, a Vajdaságban, a Dél-bánsági körzetben.

## Fekvése
Belgrádtól 85 km-re északkeletre, a román határ közelében fekszik.

## Története
Zichyfalvát a kincstár telepítette 1783-ban, 123 német családdal, nevét gróf Zichy Ferenc udvari kamarai tanácsos tiszteletére kapta. Első lakosai német betelepülők voltak Grabác, Kisjécsa, Nagyjécsa,  Kiskomlós (Ostern) falvakból.
1819. március 5-én  a település országos és hetivásárok tartására is szabadalmat nyert.
Az 1838-as árvíz után a felgyülemlő vizek levezetésére ásták ki a Rojga- és a Moravicza csatornát.
A településen az 1846–1847-es években nagy éhínség volt, illetve 1836, 1849. és 1873-ban kolerajárvány pusztított.
1848. október 7-én szerb felkelők támadták meg a falut, de az itt tanyázó 600 magyar nemzetőr a támadást visszaverte.
A trianoni békeszerződés előtt Torontál vármegye Bánlaki járásához tartozott.

## Népesség

### Demográfiai változások
| 1948 | 1953 | 1961 | 1971 | 1981 | 1991 | 2002 | 2011 |
| ---- | ---- | ---- | ---- | ---- | ---- | ---- | ---- |
| 2985 | 3040 | 3446 | 3701 | 4122 | 4380 | 4270 | 3825 |

## Híres személyek
- Itt született 1879-ben Telléry Gyula újságíró, lapszerkesztő, a szepességi magyar sajtó megteremtője.

## Nevezetességek
- Római katolikus temploma - 1812-ben épült